# Cocotá
Cocotá es un barrio de la zona norte de la ciudad de Río de Janeiro, Brasil. Se ubica en la Isla del Gobernador. Limita con los barrios de Cacuia, Bancários, Tauá, Jardim Carioca y Praia da Bandeira.